# 熟年離婚
『熟年離婚』（じゅくねんりこん）は、2005年10月13日から12月8日まで毎週木曜日21:00 - 21:54に、テレビ朝日系の「木曜ドラマ」枠で放送された日本のテレビドラマ。主演は渡哲也。
全9回の平均視聴率は関東19.2%、関西23.2%（最高視聴率は共に最終回の関東21.4%、関西30.0%）。
団塊世代の大量定年問題を踏まえ、夫婦のあり方を扱ったドラマ。
高視聴率を獲得し、「熟年離婚」は流行語ともなった。

## あらすじ
仕事一筋だった幸太郎が定年退職を迎えた日の夜に、長年連れ添ってきた妻から突然三行半（みくだりはん）―要は記入済みの離婚届を突きつけられる。

## 登場人物

### 豊原家
豊原幸太郎〈60〉
演 - 渡哲也
本作の主人公。大日本重工の元社員。
豊原俊介〈26〉
演 - 徳重聡
豊原家の長男。聡美と結婚を考えるが……。
鮎川（豊原）みどり〈23〉
演 - 片瀬那奈
豊原家の次女。敦也との間に子供ができる。大日本ホームの社員。
豊原喜久枝
演 - 草笛光子（第4話・第5話・第7話）
幸太郎の母。洋子を嫌っていたが、後に和解する。
渡辺（豊原）洋子〈57〉
演 - 松坂慶子
幸太郎の元妻。輸入雑貨店「Astyle」で働きだす。

### 小林家
小林律子〈34〉
演 - 高島礼子
豊原家の長女。善三の浮気が発覚し離婚を考える。
小林舞〈8〉
演 - 中津川南美
律子と善三の娘。
小林善三〈42〉
演 - 西村雅彦
律子の夫。小林工務店社長。

### 輸入雑貨店「Astyle」
土田友紀〈23〉
演 - 安田美沙子
洋子の勤めるAstyleの営業。
内山貴恵〈30〉
演 - 眞野裕子
洋子の勤めるAstyleの営業主任。
佐竹一郎〈57〉
演 - 長谷川初範
洋子の高校時代の同級生で、Astyleの社長。独身。

### その他
水谷聡美〈34〉
演 - 桜井幸子
俊介の恋人。夫・高梨の暴力により離婚した過去を持つ。バー「La Brillance」店主。
菊村沙織〈27〉
演 - 真中瞳
英会話教室「ECC」の先生。幸太郎の相談相手。バツイチ。
鮎川敦也〈23〉
演 - 渡邉邦門
ミュージシャン。みどりの恋人だが、みどりとの結婚をためらっている。
渋沢司〈36〉
演 - 高知東生
渋沢弁護士事務所の弁護士。俊介の高校時代の先輩。
青山奈緒〈30〉
演 - 石川亜沙美（第5話 - 第7話）
善三の浮気相手。
高梨
演 - 小市慢太郎（第5話・第6話）
聡美の元夫。
水谷健志〈5〉
演 - 萩原竜之介
聡美と高梨の息子。高梨から暴力を受けていた。
児玉徹〈60〉
演 - 小野武彦
幸太郎の親友。大日本ホームの社員。

## スタッフ
- 脚本 - 橋本裕志
- 演出 - 若松節朗、村谷嘉則、都築淳一
- 音楽 - 住友紀人
- 主題歌 - COLOR「音色」[3] (rhythm zone)
- 技術プロデューサー - 松下真史
- TM - 説田比登志
- TD - 山岸桂一
- 撮影 - 伊藤清一
- VTR - 乙黒貴司
- 照明 - 加瀬弘行(1)(2)(4)(7)(9)、高橋幸司(3)(5)(6)(8)(9)
- 音声 - 矢川祐介
- 編集 - 新井孝夫
- 美術デザイン - 池上隆
- 美術プロデューサー - 村竹良二
- 美術進行 - 根古屋史彦(1)(2)、秋元博(3)-(9)
- 大道具 - 鈴木敦
- 持ち道具 - 梅澤有紀
- 衣裳 - 会田晶子
- メイク - 森田京子
- チーフプロデューサー - 五十嵐文郎（テレビ朝日）
- プロデューサー - 西河喜美子、大川武宏（テレビ朝日）、船津浩一
- 制作 - テレビ朝日、共同テレビ

## 放送日程
- この時間帯の連続ドラマ枠では、1996年1月期に放送された中居正広主演の『味いちもんめ』以来の20%超えとなる。
- 関西地区では、初回以外全て20%を超え、最終回では30.0%を記録した。

| 各話                                                           | 放送日   | サブタイトル                        | 演出     | 視聴率 |
| -------------------------------------------------------------- | -------- | ----------------------------------- | -------- | ------ |
| act 1                                                          | 10月13日 | 夫婦の危機、それは定年から始まった… | 若松節朗 | 18.7%  |
| act 2                                                          | 10月20日 | 妻の復讐家庭内別居の始まり          | 若松節朗 | 19.2%  |
| act 3                                                          | 10月27日 | 妻が離婚届に判を押す時…             | 村谷嘉則 | 18.3%  |
| act 4                                                          | 11月03日 | 嫁V.S姑、ついに夫が倒れる           | 都築淳一 | 18.5%  |
| act 5                                                          | 11月10日 | 涙の別れ…最後の結婚記念日           | 若松節朗 | 20.3%  |
| act 6                                                          | 11月17日 | 戻れない二人…離婚後の試練           | 村谷嘉則 | 20.8%  |
| act 7                                                          | 11月24日 | 揺れる心夫の後悔…妻の迷い           | 若松節朗 | 16.0%  |
| act 8                                                          | 12月01日 | 父娘の涙最終章…妻の送別会           | 都築淳一 | 19.5%  |
| act 9                                                          | 12月08日 | 涙の結婚式…感動の結末へ             | 若松節朗 | 21.4%  |
| 平均視聴率 19.2%（視聴率はビデオリサーチ調べ、関東地区・世帯） |          |                                     |          |        |

## 備考
テレビ朝日系列がない鳥取・島根県では山陰放送で月〜金の15:55〜16:49で、約3ヶ月遅れの2006年2月8日から放送。初回は7分早く放送している。
日本テレビ系列とのクロスネット局である福井放送ではact.6（他のテレビ朝日系列局では11月17日に放送）に対し、本来ならば4日遅れで11月21日の22:00〜22:54に放送されるところを、当日は他の日本テレビ系列局と同様に『第38回ベストヒット歌謡祭』を同時ネットしたため、10日遅れの11月27日（日）14:00〜14:54に振り替え放送して対処した。そのため、所定日時に放送されたact.7と2日続けて見られる現象が発生した。